# Манатарки
Тази статия е за биологичния род Манатарка (още позната като маматарка). За гъбата вижте Обикновена манатарка
Манатарките (Boletus) са род базидиеви гъби от семейство Манатаркови (Boletaceae). Членовете на този род се наричат манатарки, въпреки че някои видове от същото семейство, но от друг род също се наричат така. Сред тях са различните видове масловки, брезовки и др. В горите на България са доста разпространени различните видове, и особено високо ценената обикновена манатарка. Гъбите от този род плододават сравнително едри, понякога огромни тела. Спорообразуващият слой на всеки вид е под формата на гъсти тръбички и се намира в долната част на гуглата която често е под формата на кръгла кифла. Пънчетата им обикновено са дебели особено в основата и са украсени с мрежести ивици или цветни точици.

## Класификация

### Ядливи
- обикновена манатарка (B. edulis)
- бронзова манатарка (B. aereus)
- жълта манатарка (B. appendiculatus)
- сиво-жълта манатарка (B. impolitus)
- борова манатарка (B. pinophilus)
- хлебна манатарка (B. regius)

### Неядивни и съмнителни
- красива манатарка (B. calopus)
- червеностъблена манатарка (B. erythropus)
- огнена манатарка (B. luridus)

### Отровни
- дяволска гъба (B. satanas)
- пурпурночервена манатарка (B. rhodoxanthus)
- Вълча манатарка (B. lupinus, Rubroboletus lupinus)

## Сходни видове
Следните гъби се наричат манатарки, но според таксономията, са от различен род или семейство.
- Канеленокафява манатарка (Xerocomus badius, Boletus badius)
- червеникава манатарка (Xerocomus rubellus)
- Кадифена манатарка (Xerocomus subtomentosus, Boletus subtomentosus)
- Мрежеста манатарка (Xerocomus chrysenteron, Boletus chrysenteron) – Червенокрака манатарка
- лютива манатарка (Chalciporus piperatus)
- горчива манатарка (Tylopilus felleus)
- кестенява манатарка (Gyroporus castaneus)
- синкава манатарка (Gyroporus cyanescens) – синейка, синянка

## Галерия
- Красива манатарка
(B. calopus)
- Червеностъблена манатарка
(B. erythropus)
- Огнена манатарка
(B. luridus)
- Борова манатарка
(B. pinophilus)
- Дяволска гъба
(B. satanas)
- Кестенява манатарка
(Gyroporus castaneus)